# Нельсон (округ, Северная Дакота)
Округ Нельсон (англ. Nelson County) располагается в штате Северная Дакота, США. Официально образован в 1883 году. По состоянию на 2013 год, численность населения составляла 3095 человек.

## География
По данным Бюро переписи США, общая площадь округа равняется 2 613,313 км2, из которых 2 543,383 км2 — суша, и 27,000 км2, или 2,690 % — это водоёмы.

## Население
По данным переписи населения 2000 года в округе проживает 3715 жителей в составе 1628 домашних хозяйств и 1004 семей. Плотность населения составляет 1,00 человек на км2. На территории округа насчитывается 2014 жилых строений, при плотности застройки около 1,00-го строения на км2. Расовый состав населения: белые — 98,57 %, афроамериканцы — 0,08 %, коренные американцы (индейцы) — 0,35 %, азиаты — 0,30 %, гавайцы — 0,00 %, представители других рас — 0,11 %, представители двух или более рас — 0,59 %. Испаноязычные составляли 0,16 % населения независимо от расы.
В составе 24,20 % из общего числа домашних хозяйств проживают дети в возрасте до 18 лет, 53,80 % домашних хозяйств представляют собой супружеские пары, проживающие вместе, 5,20 % домашних хозяйств представляют собой одиноких женщин без супруга, 38,30 % домашних хозяйств не имеют отношения к семьям, 36,30 % домашних хозяйств состоят из одного человека, 21,90 % домашних хозяйств состоят из престарелых (65 лет и старше), проживающих в одиночестве. Средний размер домашнего хозяйства составляет 2,18 человека, и средний размер семьи 2,84 человека.
Возрастной состав округа: 22,10 % — моложе 18 лет, 4,00 % — от 18 до 24, 20,30 % — от 25 до 44, 26,20 % — от 45 до 64, и 26,20 % — от 65 и старше. Средний возраст жителя округа — 47 лет. На каждые 100 женщин приходится 95,80 мужчин. На каждые 100 женщин старше 18 лет приходится 93,60 мужчин.
Средний доход на домохозяйство в округе составлял 28 892 USD, на семью — 37 406 USD. Среднестатистический заработок мужчины был 27 163 USD против 18 857 USD для женщины. Доход на душу населения составлял 16 320 USD. Около 7,20 % семей и 10,30 % общего населения находились ниже черты бедности, в том числе — 11,00 % молодежи (тех, кому ещё не исполнилось 18 лет) и 10,30 % тех, кому было уже больше 65 лет.